# パリナコータ山

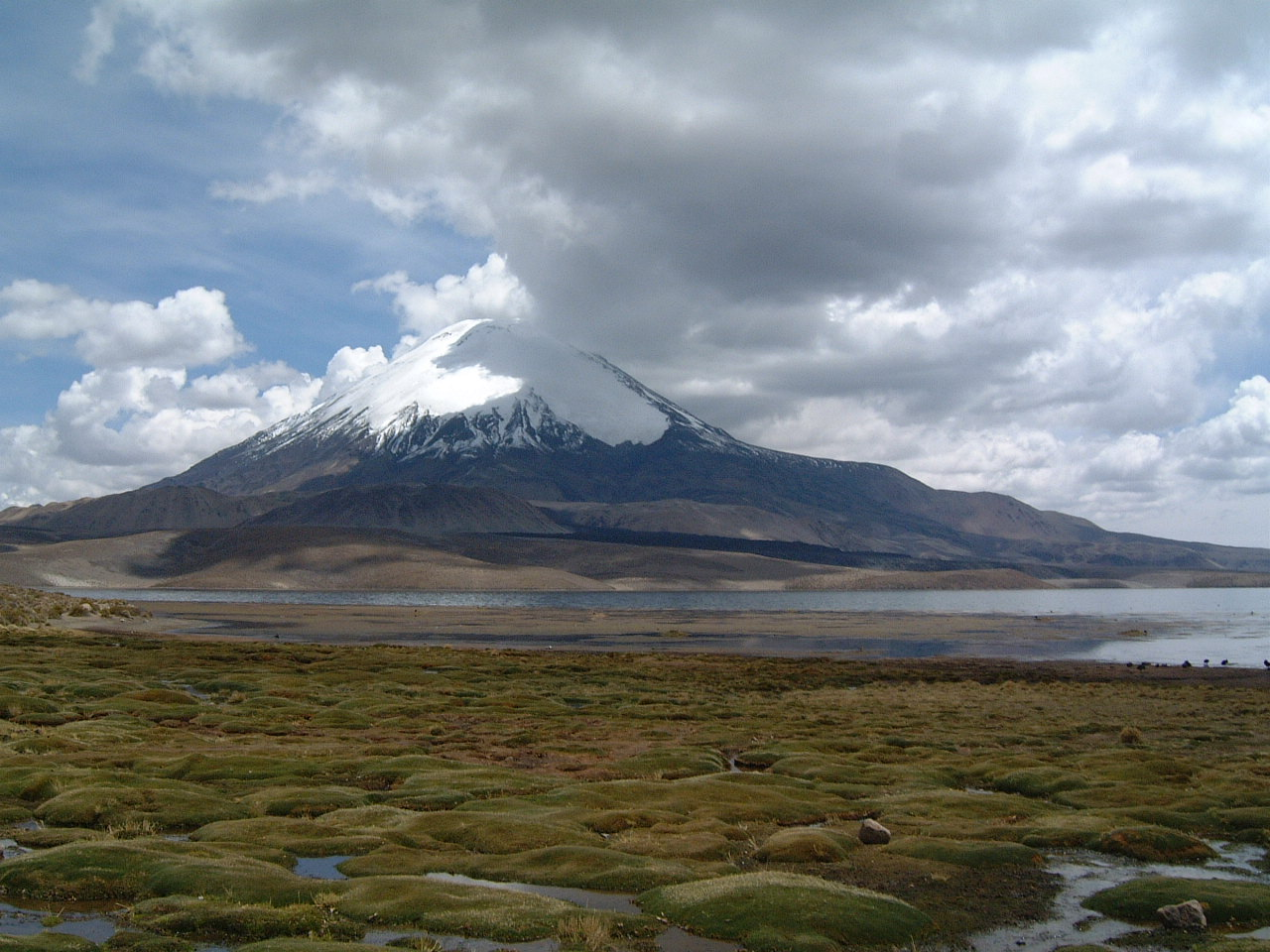
パリナコータ山とチュンガラ湖。

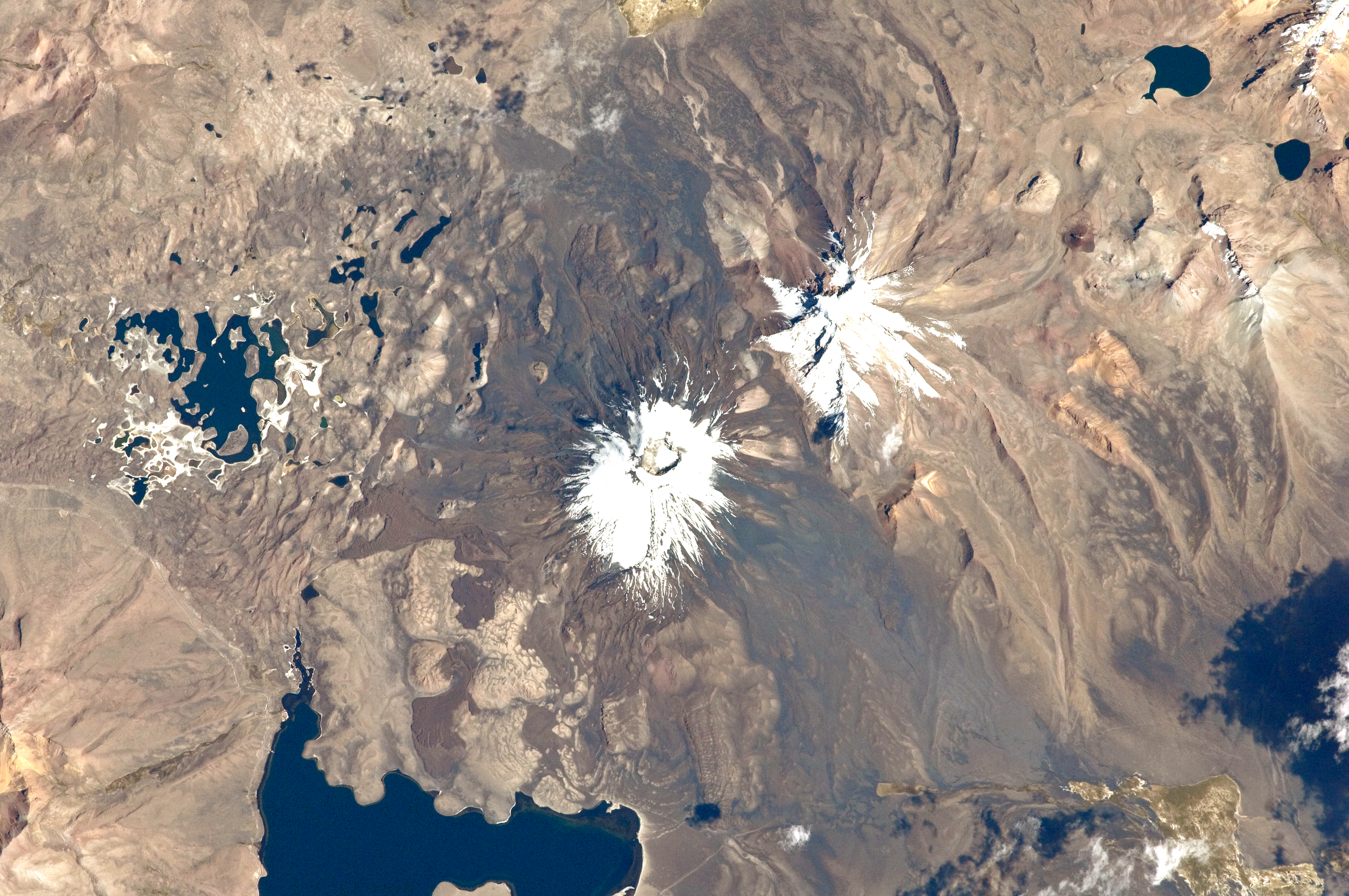
パリナコータ山の円錐形の河口を示す宇宙からの写真。

パリナコータ山（Parinacota）は、チリとボリビアの国境に位置する活火山・成層火山である。ネヴァドス・デ・パヤチャタ火山群の一部でもある。他の主要なグループに、ポメラペ山の更新世の頂上がある。ヘリウム表層露出技法を用い、290AD±の噴火が300 年で起こることが明らかになった。
火山の主な噴火のうち、8,000年前には、6 km³の土石流が起こった噴火があり、この影響で水流が堰き止められ、チュンガラ湖が形成された。
この火山とポメラペ山は、サハマ国立公園（ボリビア）とラウカ国立公園（チリ）にまたがる。

## 登山
火山は、約35度の雪や瓦礫の斜面であり、登山は比較的容易で、高山のF等級となっている。キャンプは、パリナコータ山とポメラペ山の間の標高5,300m地点で行うことができる。登山が困難になる季節には、ペニテントと呼ばれる雪ができる。この季節では、1週間あたり1人の登山者が挑戦している。ガイドと運搬が必要な場合、27㎞離れたボリビア側のサハマ村で申請することができる。